# Societatea pentru exploatări tehnice

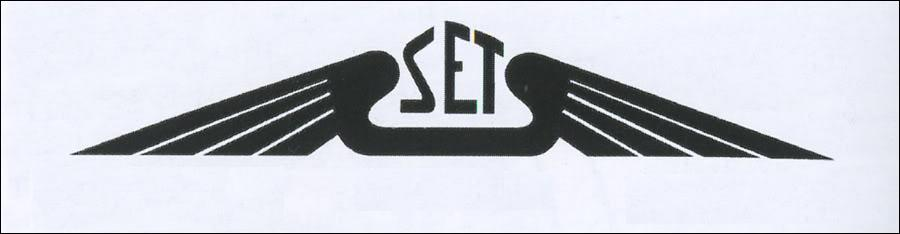
Sigla SET

Societatea pentru exploatări tehnice sau Fabrica de avioane S.E.T. inginer „Grigore Zamfirescu” (din 1931), (SET), a fost o fabrică românească de profil aeronautic din București, înființată din inițiativa inginerului Grigore Zamfirescu.  Fabrica și-a desfășurat activitatea între anii 1923–1946. SET a desfășurat reparații sau modificări de avioane, pentru ca mai apoi să înceapă producția de avioane de concepție proprie sau în licență, de planoare și de accesorii pentru armament de bord.

## Istoric
În anul 1923, inginerul Grigore Zamfirescu a reușit să concesioneze atelierele mecanice ale unei cooperative din București, „Federația cooperativei sătești”, astfel luând ființă Societatea pentru exploatări tehnice. În anul 1924, în cadrul acestei întreprinderi, a luat ființă o secție pentru construirea avioanelor. Această secție și-a început activitatea prin repararea și revizuirea avioanelor Proto-2, aflate în dotarea Școlii militare de pilotaj de la Tecuci.
Alt proiect de început a fost modificarea a patru avioane de bombardament De Havilland DH.9 pentru transport de pasageri. Apoi au urmat proiectele avioanelor Proto-SET (fabricat în 1927) și SET-3 (fabricat în 1928). Acesta din urmă, face necesară dezvoltarea fabricii la nivelul producției în serie a avioanelor.
În anul 1931, fosta secție de construcții își schimbă denumirea în Fabrica de avioane S.E.T. inginer „Grigore Zamfirescu”.  Au fost construite noi hale și încăperi pentru vopsitorie, iar atelierele au fost dotate cu utilaje moderne.  Până în anul 1933 în fabrică au fost construite 11 tipuri de avioane de concepție românească și trei tipuri de avioane sub licență.  Tot în această perioadă producția se diversifică, fiind proiectate și fabricate accesorii necesare armamentului de bord, cum ar fi turela de mitralieră S.E.T. instalată pe avioane de tipul SET-7K.
În anul 1938 conducerea fabricii încheie o convenție cu Ministerul Aerului și Marinei prin care acesta urma să asigure fabricii comenzi importante de avioane pe o perioadă de cinci ani.  În vederea realizării acestor comenzi, fabrica urma să fie dislocată în Moldova într-o clădire construită de Ministerul Aerului și Marinei.  După dislocare, fabrica urma să poarte o nouă denumire: Industria Națională Aeronautică. Din cauza declanșării celui de-al Doilea Război Mondial convenția nu a mai putut fi pusă în aplicare. Fabrica a continuat să construiască avioane și planoare până în anul 1946, când a fost desființată.

## Modele de avioane
| Avion        | Motor                                | Caracteristici principale | Caracteristici principale | Caracteristici principale | Caracteristici principale | Caracteristici principale | Caracteristici principale | Caracteristici principale | Observații |  |
| Avion        | Motor                                | Anvergură                 | Lungime                   | Înălțime                  | Suprafață portantă        | Viteză maximă             | Plafon                    | Greutate totală           | Observații |  |
| Avion        | Motor                                | [m]                       | [m]                       | [m]                       | [m²]                      | [km/h]                    | [m]                       | [kg]                      | Observații |  |
| ------------ | ------------------------------------ | ------------------------- | ------------------------- | ------------------------- | ------------------------- | ------------------------- | ------------------------- | ------------------------- | --- |  |
| Proto SET-2  | Lorraine Dietrich (450 CP)           | 12,80                     | 8,60                      | 3,40                      | 45,00                     | 222                       | 7000                      | 2020                      | |  |
| SET-3        | Salmson 9 Ab (230 CP)                | 9,80                      | 7,20                      | 3,15                      | 26,60                     | 215                       | 6000                      | 1120                      | Recepționat în 1929; s-a construit în serie. Locul I la acrobație aeriană, 1930.                                  |  |
| SET-31       | Salmson 9 Ab (230 CP)                | 9,80 9,50                 | 7,20                      | 3,15                      | 26,20                     | 215                       | 6000                      | 1120                      | Fabricat în serie din 1930.                                                                                       |  |
| SET-31 G     | Lorraine Dietrich Mizar 47a (240 CP) | 9,50                      | 7,20                      | 3,15                      | 26,60                     | 210                       | 6500                      | 1350                      | Amenajat special pentru un mare raid din 1932 pe ruta: București—Saigon—București.                                |  |
| SET-4        | Salmson 9 Ab (230 CP)                | 9,80 9,50                 | 7,20                      | 3,15                      | 26,60                     | 210                       | 5000                      | 1200                      | |  |
| SET-41       | Gnome-Rhône K-7 (300 CP)             | 9,80 9,50                 | 7,20                      | 3,15                      | 26,60                     | 202                       | 5800                      | 1322                      | În versiunea militară avea trei mitraliere: una cu tragere prin câmpul elicei, două pentru observatori.           |  |
| SET-7        | Jaguar (375 CP)                      | 9,80 9,58                 | 7,30                      | 3,15                      | 26,60                     | 240                       | 6200                      | 1310                      | Omologat în 1930, a fost fabricat în serie. Pornind de la acest avion s-a fabricat și un hidroavion experimental. |  |
| SPAD-SET     | Jaguar (365 CP)                      | 9,60                      | 6,78                      | 2,90                      | 21,46                     | 201                       | 6000                      | 1530                      | Derivat din avionul de vânătoare francez SPAD, a realizat performanțe superioare acestuia.                        |  |
| SET-10       | Walter (130 CP) IAR 4-G1             | 9,46                      | 7,30                      | 2,73                      | 26,00                     | 180                       | 5500                      | 800                       | Fabricat în serie începând din anul 1932, de când a fost echipat cu motorul românesc IAR 4-G1.                    |  |
| SET-X        | Jaguar (365 CP)                      | 8,70 8,52                 | 7,30                      | 3,10                      | 18,50                     | 260                       | 6000                      | 1184                      | S-au fabricat doar două exemplare.                                                                                |  |
| SET-7K       | IAR-7K (420 CP)                      | 9,80 9,58                 | 7,72                      | 3,26                      | 26,60                     | 320                       | 7000                      | 1650                      | Fuselaj de construcție metalică. Fabricat în serie.                                                               |  |
| SET-XV       | Gnome-Rhône 9K (550 CP)              | 9,40 6,70                 | 7,00                      | 3,05                      | 18,65                     | 350                       | 9400                      | 1550                      | |  |
| SET F-10G    | IAR 4-G1 (130 CP)                    | 8,53                      | 7,29                      | 2,50                      | 18,00 m²                  | 185                       | 3000                      | 780                       | licență SUA/Canada                                                                                                |  |
| Nardi FN-305 | IAR 6-G1 (200 CP)                    | 8,47                      | 7,13                      | 2,15                      | 12,00 m²                  | 300                       | 5000                      | 858                       | licență Italia |  |

## Alte proiecte

### De Havilland
În vederea dotării liniilor aeriene de transport pasageri, la S.E.T. s-a executat transformarea a cinci bombardiere De Havilland în avioane de pasageri.  Acestea au fost puse la dispoziția aviației civile din Direcția superioară a aeronauticii din Ministerul de Război.

### Planoare și accesorii
În plus față de fabricarea și repararea de avioane, la S.E.T. s-au mai fabricat și planoare. Aceste planoare erau fabricate în licență , după planorul german Grunau Baby IIb dar cu modificări structurale proiectate de inginerul Alexandru Marcu.
De asemenea, s-a proiectat și construit turela de mitralieră S.E.T. ca accesoriu necesar armamentului de bord avioanelor SET-7K.

## Caroserii pentru automobile de competiție
Colonelul Alexandru Berlescu, unul din cei mai renumiți piloți de raliuri, a construit în uzinele SET o caroserie specială din aluminiu pentru un șasiu Ford V8. Cu acest automobil, avându-l drept copilot pe Petre Cristea, a participat in 1934 la prima (și ultima) ediție a turului Italiei (6000 km), intitulat  "Coppa d'oro del Littorio". Ulterior Berlescu a participat cu acest automobil la Raliul Monte Carlo, întreaga presă internațională remarcând caroseria aerodinamică.